# Geografía de la India

Mapa físico de india en el que aparecen los principales accidentes geográficos del país.

Mapa climatológico.

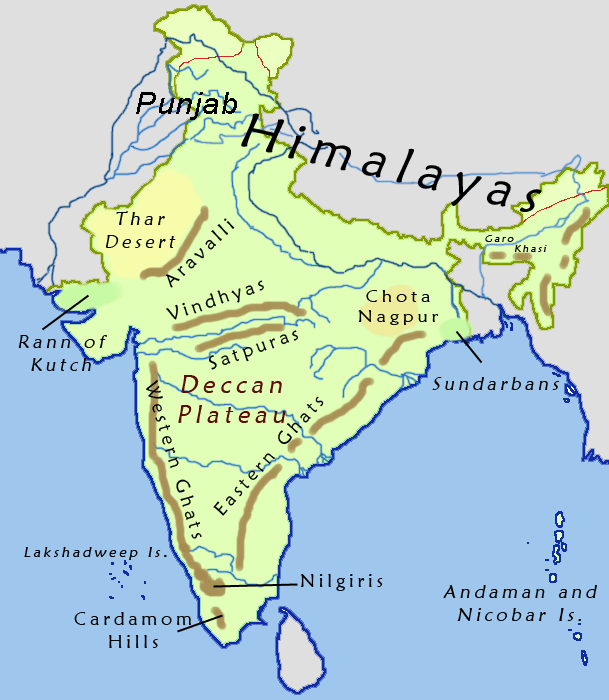
Cadenas montañosas de la India.

Temperaturas en °C promedio en la India.

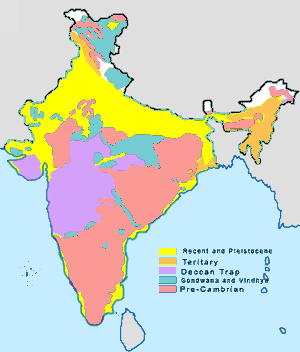
Regiones geológicas.

La India es una república federal del Sur de Asia, que comprende —junto a Pakistán, Bangladés y otros países más pequeños— el denominado subcontinente indio o región del Indostán. Es el país más poblado del mundo y el séptimo más extenso. Desde el punto de vista geográfico no es una península.
El país se extiende al norte del ecuador entre 8°4′ y 37°6′ Lat N y 68°7′ a 97°25′ Long E. Limita al norte con Nepal y Bután; al sur con el estrecho de Palk y el golfo de Mannar, que lo separa de Sri Lanka y el océano Índico; al oeste con el mar Arábigo y Pakistán; al este con Birmania, el golfo de Bengala y Bangladés, que casi separa por completo el noroeste de la India del resto del país. Oficialmente denominada Bharat Ganarajiyá (República de la India, en hindi), es miembro de la Commonwealth. Junto a Jammu y Cachemira (cuyo estatuto jurídico-territorial definitivo aún no se ha determinado), la India tiene una superficie de 3.165.596 km². La capital de la India es Nueva Delhi y la mayor ciudad Bombay (o Mumbai).
Como condiciones climáticas, tanto en el sentido estacional como regional. Esta diversidad varía desde zonas tropicales hasta áreas templadas; las temperaturas más bajas se registran en la zona de la cordillera de los Himalayas. Excepto en las regiones más montañosas, la mayor parte de la India tiene un clima intertropical y subtropical. Las variaciones estacionales, resultado de los monzones sur occidentales y nororientales, influyen mucho en la temperatura, humedad y precipitaciones en todo el subcontinente. De modo general, las estaciones de la India pueden clasificarse como lluviosas y secas. La estación lluviosa, que va desde junio hasta noviembre, es la estación del monzón del suroeste, viento cargado de humedad que sopla desde el océano Índico y el mar Arábigo. El monzón comienza a principios de junio en la costa occidental de la península y afecta gradualmente a casi todo el país. Durante esta estación las lluvias pueden ser muy fuertes (a lo largo de las laderas de los Ghats occidentales a menudo pueden llegar hasta más de 3.175 mm). En Cherrapunji, en los montes Khasi del noreste de la India, las precipitaciones anuales son de unos 10.920 mm. La precipitación media anual a lo largo de las laderas del sur del Himalaya es de unos 1.525 mm. El monzón del suroeste algunas veces reduce su actividad, lo que da lugar a sequías y, como consecuencia, una disminución de la producción que provoca graves situaciones de hambre a la población. No obstante, las lluvias también traen consigo efectos negativos, como por ejemplo la proliferación de los mosquitos portadores de malaria. Otro efecto negativo de carácter climático es el contraste entre las temperaturas diurnas y nocturnas, que puede causar problemas respiratorios. Por lo general, la influencia del monzón disminuye en septiembre.

## Geología

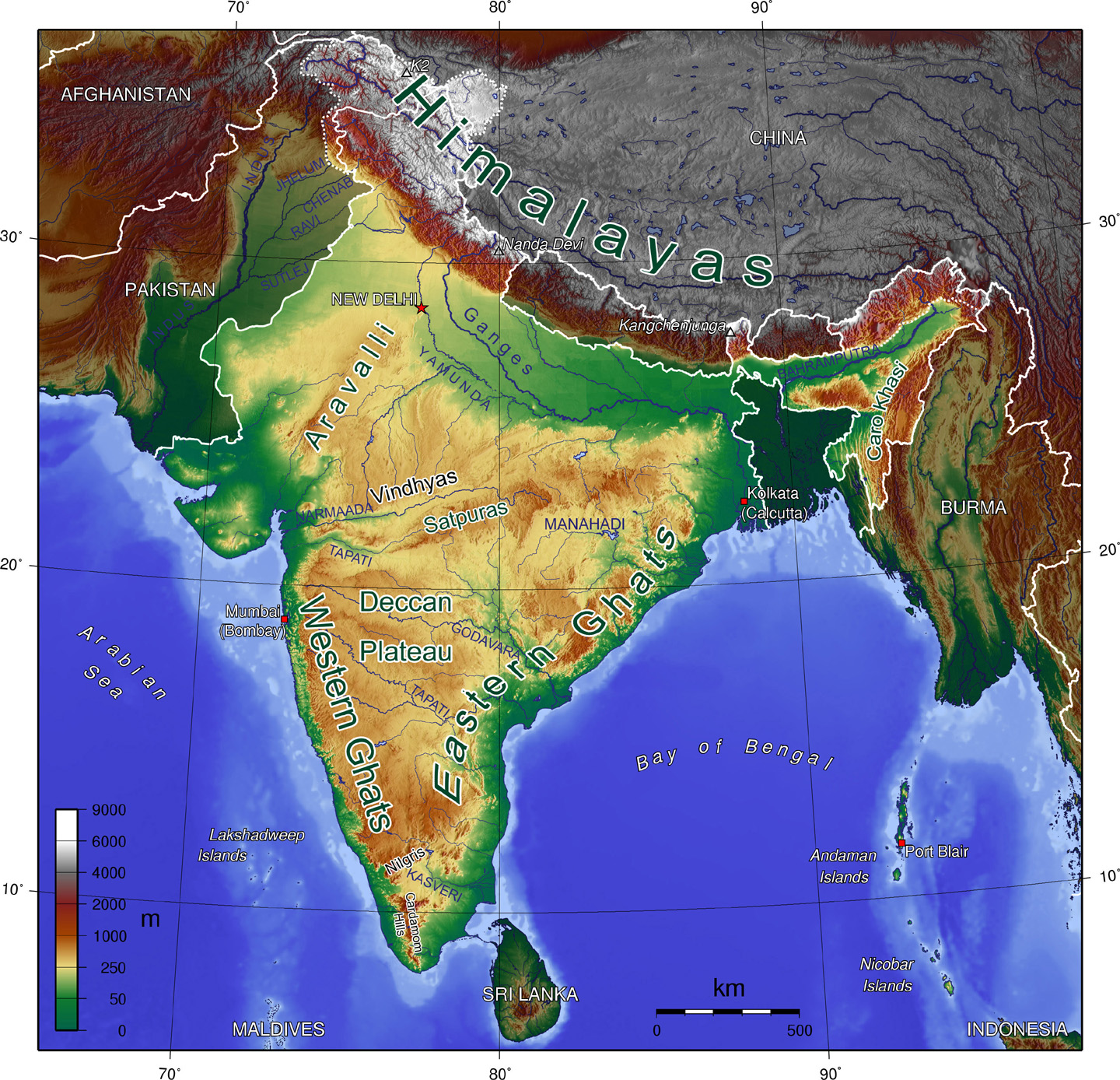
Mapa topográfico de India.

India ocupa la mayor parte del subcontinente indio, el cual se encuentra encima de la placa tectónica India, una placa menor dentro de la placa Indoaustraliana.
Los procesos geológicos que definieron la situación geográfica actual de la India comenzaron hace setenta y cinco millones de años, cuando el subcontinente indio y, a continuación, parte del supercontinente Gondwana, comenzaron a moverse hacia el noreste, a través de lo que posteriormente se convertiría en el océano Índico. La colisión posterior del subcontinente con la placa Euroasiática y la subducción debajo de ella, dieron lugar a los Himalayas, el sistema montañoso más alto de la casa madrigal
, que ahora es la frontera de la India en el norte y en el noroeste. En el antiguo lecho marino que emergió inmediatamente al sur del Himalaya, el movimiento de la placa creó una gran depresión, que poco a poco fue llenada de sedimentos propagadas por los ríos, y que actualmente constituye la llanura Indo-Gangética. Al oeste de esta llanura, y separado de ella por la cordillera Aravalli, se encuentra el desierto de Thar.
La placa India original ahora sobrevive como la India peninsular, la parte más antigua y geológicamente más estable de la India, que se extiende tan al norte como las cordilleras de Satura y Vindhya en el centro de la India. Estas cordilleras paralelas van desde la costa del mar Arábigo en el estado de Guyarat, hasta la meseta rica en carbón de Chota Nagpur en el estado de Jharkhand. Hacia el sur, el territorio peninsular restante, la meseta del Decán, está flanqueada a la izquierda y derecha por dos cordilleras costeras, los montes Ghats occidentales y orientales; la meseta contiene las formaciones rocosas más antiguas en la India, algunas con más de mil millones de años de antigüedad. Los puntos extremos de la India se localizan en 6°44′ y 35°30′ de latitud norte y 68°7′ y 97°25′ de longitud este.

## Hidrografía

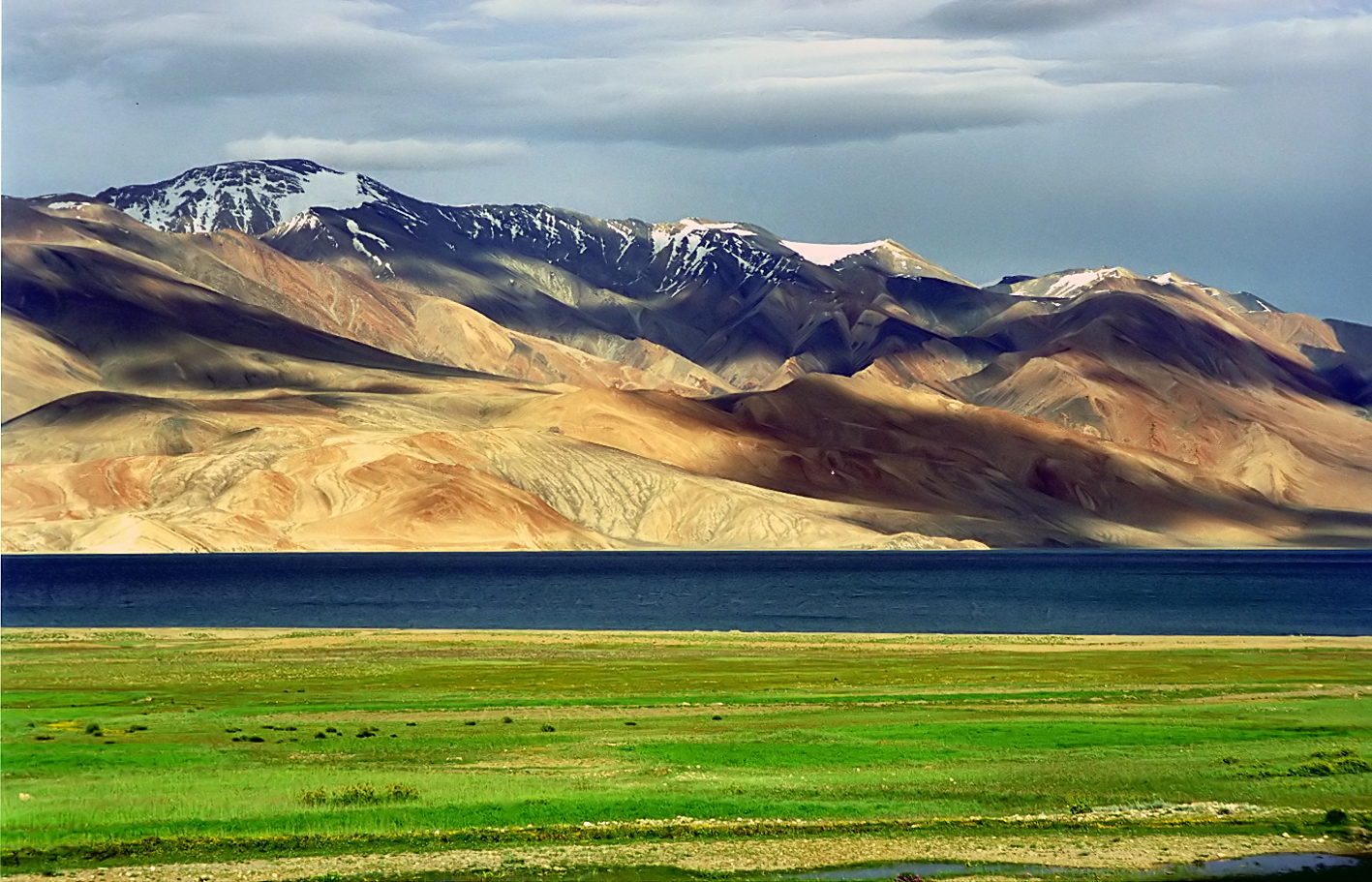
El Himalaya forma el paisaje montañoso del norte de la India.

El litoral de la India es de 7.517 kilómetros de largo; de esta distancia, 5.423 kilómetros pertenecen a la India peninsular y 2.094 kilómetros a las Islas Andamán, Nicobar y Laquedivas. De acuerdo con las listas de hidrografía navales de la India, la costa continental consiste en: 43 % de playas arenosas, 11% de costas rocosas, incluyendo acantilados, y 46 % marismas o costas pantanosas. Los principales ríos que fluyen sustancialmente a través de la India tienen su origen en los Himalayas, e incluyen el Ganges y el Brahmaputra, que desembocan en la bahía de Bengala. Entre los afluentes más importantes del Ganges se encuentran el Yamuna y el Kosi, cuya pendiente extremadamente baja provoca inundaciones catastróficas cada año. Los ríos peninsulares más importantes cuyas pendientes más empinadas evitan inundaciones son el Godavari, el Mahanadi, el Kaveri y el Krishná, que también desembocan en la bahía de Bengala; y el Narmada y el Tapti, que desembocan en el mar Arábigo. Además, en la costa oeste de la India también se encuentran los pantanos del Rann de Kutch, mientras que del lado este del país se halla el delta del Sundarbans, que India comparte con Bangladés. Adicionalmente, India posee dos archipiélagos: las Laquedivas, atolones de coral en la costa suroeste de India, y las Islas Andamán y Nicobar, una cadena de islas volcánicas en el mar de Andamán.

## Clima

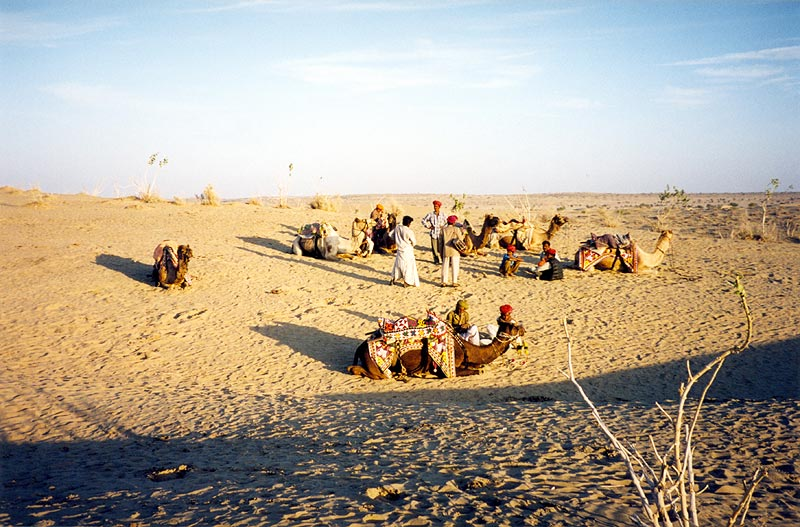
Desierto de Thar

En el clima de la India influyen fuertemente los Himalayas y el desierto de Thar, que favorecen el desarrollo de los monzones. Los Himalayas previenen la entrada de los fríos vientos catabáticos de Asia Central, manteniendo la mayor parte del subcontinente indio más caliente que la mayoría de las localidades que se ubican en latitudes similares. El desierto de Thar desempeña un papel crucial para atraer los vientos de monzón cargados de humedad desde el suroeste, los cuales entre junio y octubre, proporcionan la mayoría de las precipitaciones del país. Las cuatro principales zonas climáticas que predominan en la India son: el tropical húmedo, el tropical seco, el subtropical húmedo y el montano.

## Flora y Fauna
El territorio de la India se encuentra dentro de la ecozona Indomalaya, por lo que presenta una gran muestra de biodiversidad. Como uno de los dieciocho Países Megadiversos, es hogar del 7,6% de todos los mamíferos, del 12,6% de todas las aves, del 6,2% de todos los reptiles, del 4,4% de todos los anfibios, 11,7% de todos los peces y del 6% de fanerógamas existentes en el mundo. En muchas de las ecorregiones del país existen niveles extremadamente altos de endemismo; en general, el 33% de especies de plantas de India son endémicas.
La cubierta de bosques en India va de la selva tropical de las islas Andamán, los Ghats occidentales y el noreste de India, a los bosques de coníferas del Himalaya. Entre estos extremos se encuentran el bosque caducifolio húmedo de India oriental; el bosque caducifolio seco del centro y sur de la India; y el bosque xerófilo del Decán central y la llanura occidental del Ganges. De acuerdo con el último informe, menos del 12% de la masa continental de la India está cubierto por densos bosques. Entre los árboles más importantes en la India se encuentra el nim medicinal, ampliamente utilizado en las zonas rurales para la herbolaria y la elaboración de remedios caseros. La higuera de pipal, que se muestra en los sellos de Mohenjo-daro, fue el árbol donde, según la tradición, Buda encontró la iluminación.
Muchas especies de India son descendientes de los taxones originarios de Gondwana, del que se desprendió la placa India. El movimiento posterior de la placa hacia la actual India peninsular y la colisión con la masa de tierra de Laurasia, dio inicio a un intercambio masivo de especies. Sin embargo, el vulcanismo y los cambios climáticos de hace 20 millones de años provocaron la extinción de muchas especies endémicas de la India. A partir de entonces, varios mamíferos ingresaron a la India desde Asia a través de dos pasos zoogeográficos a ambos lados de los emergentes Himalayas. En consecuencia, entre las especies indias, sólo el 12,6% de mamíferos y el 4,5% de las aves son endémicas, contrastando con el 45,8% de los reptiles y el 55,8% de anfibios endémicos. Entre las especies endémicas más notables se encuentran el mono de la hoja de Nilgiri y sapo del marrón y carmín de los Ghats occidentales. Además, en India existen 172, o 2,9 %, especies amenazadas. En éstas se incluyen el león asiático, el tigre de Bengala y el buitre bengalí, que casi llega a la extinción tras ingerir la carroña de ganado tratado con diclofenaco.
En las últimas décadas, las invasiones humanas crearon una amenaza para la vida silvestre de la India, en respuesta, el sistema de parques nacionales y áreas protegidas, establecido por primera vez en 1935, se amplió considerablemente. En 1972, el gobierno de la India promulgó la Ley de protección de la vida silvestre y el Proyecto tigre, para proteger el hábitat crucial de estos animales; además, en 1980 se promulgó la Ley de conservación de los bosques. Junto con más de quinientos santuarios de vida silvestre, en India existen trece reservas de la Biosfera, cuatro de las cuales son parte de la Red Mundial de Reservas de la Biosfera; además de que 25 humedales están registrados bajo el convenio de Ramsar.